# Parallel Universe (4hero)
Parallel Universe è il secondo album del gruppo drum and bass inglese 4hero, pubblicato dalla Reinforced Records nel 1995.

## Tracce
1. Universal Love – 5:35
2. No Imitation – 5:00
3. Parallel Universe – 5:09
4. Talk Around Town – 5:13
5. Follow Your Heart (Part One) – 4:52
6. Wrinkles in Time – 6:00
7. Terraforming – 4:53
8. People Always Criticise Us – 5:44
9. Follow Your Heart (Part Two) – 5:09
10. Shadow Run – 2:30
11. Sunspots – 6:30
12. Sounds from the Black Hole – 6:14
13. Power to Move the Stars – 4:22
14. Solar Emissions – 4:54
15. The Paranormal in 4 Forms – 8:04

Durata totale: 80:09